# Ghauri

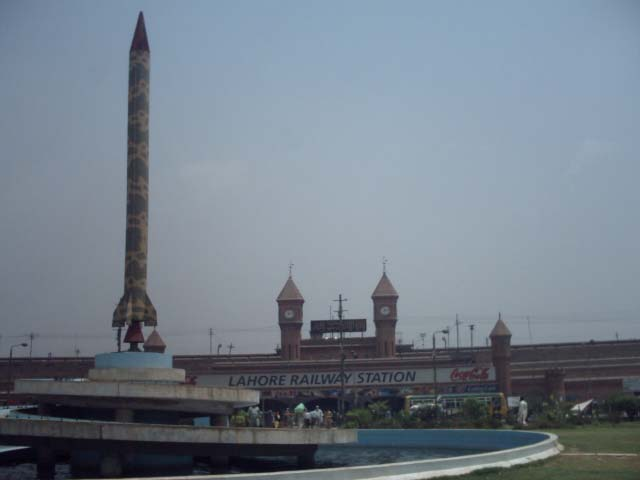
En fullskalemodell av en Ghauri framför järnvägsstationen i Lahore.

Ghauri (Ghauriroboten) är en pakistansk ballistisk robot som kan bära kärnvapen. Mest kända modellen är Ghauri III.